# Los cuatro truhanes
Los cuatro truhanes (en italiano: I quattro dell'Ave Maria, traducido literalmente como "Los cuatro del avemaría") es una película italiana de spaghetti western de 1968 dirigida y escrita por Giuseppe Colizzi y protagonizada por Terence Hill, Bud Spencer y Eli Wallach. La película es la segunda de una trilogía que comenzó con Tú perdonas... yo no y terminó con La colina de las botas.

## Argumento
La primera película de la trilogía, Tú perdonas... yo no, terminó con Cat y Hutch alejándose en un vagón en el que poseían el oro del robo de un tren por parte de Bill San Antonio, quien aparentemente había muerto en una explosión de dinamita. Ace High comienza con Cat y Hutch llegando a El Paso, donde intentan sin éxito reclamar la recompensa por Bill de sus últimos restos terrenales, las botas y el sombrero de Bill, a pesar de que no tienen cuerpo ni partes del cuerpo. De lo contrario, acuden al gerente del banco Harold, a quien Bill en la primera película reveló como su socio en la organización de los robos, y se anuncian como Bill. Después de usar la fuerza física, son recibidos y "convencidos" (usando la fuerza) de que les entregue un cheque de caja para pagar en oro.
El banquero visita al condenado Cacopoulos, que será ahorcado al día siguiente, y se ofrece a ayudarlo a escapar si devuelve el dinero. Esa noche, el diputado es apuñalado por dos hombres, que dejaron salir a Cacopoulos. Toma el arma del muerto y les dispara a los dos, luego se sirve un baño de pies y prueba las botas de los muertos para encontrar un par que le quede bien. Luego visita al gerente del banco y le recuerda que él y otros dos lo metieron en la cárcel durante 15 años y, cuando lo liberaron, lo inculparon de asesinato con un cuchillo robado, el mismo que se usó para matar al diputado. En consecuencia, quiere garantías de que no volverá a ser engañado. Harold arroja el cuchillo, pero Cacopoulos balancea la silla para que golpee la espalda, luego gira hacia atrás y le dispara al gerente, y agrega que es garantía suficiente.
Vestido como un peón sobre un burro, Cacopoulos se encuentra con Cat y Hutch y les roba. Siguen su rastro hacia el sur hasta México y se encuentran con personas a las que les ha dado dinero, y un actor de alto nivel, Thomas y su asistente, a quienes les ofreció dinero. Lo alcanzan en un pueblo durante una fiesta (que él ha pagado). Mientras Cat es atraída para buscarlo en otra parte, Caco, gastándole una broma a Hutch, aparece ante él y, en un lugar más tranquilo, le cuenta sobre Harold y los otros dos "amigos" que le dispararon a su caballo para que lo atraparan después de un banco. robo, y luego lo acusó de asesinato. Él dice que les devolverá el dinero, incluido lo que ha gastado, si Hutch lo ayuda a cobrar sus deudas con los dos restantes.
El primero es Paco, que es un "revolucionario" que se muestra presidiendo un tribunal popular que condena a muerte a hombres por "no luchar por la patria y la libertad". Sus hombres capturan a Cacopoulos y Hutch, pero Cat solicita la ayuda de otro "revolucionario", Canganceiro, al contarle sobre el "tesoro" de Cacopoulos. Juntos derrotan a los hombres de Paco y Paco es asesinado por Cacopoulos, quien en su ira se olvida de hacerle devolver el dinero. Después de algunos saqueos por parte de sus hombres, Canganceiro inicia otro tribunal canguro que ejecuta a personas por "luchar por la patria y la libertad", y Cacopoulous es encarcelado hasta que dice dónde está su tesoro. Caco intenta escapar adormeciendo a los guardias contando la historia de su herencia: su abuelo era un griego que se casó con una joven cherokee, y su padre era uno de sus hijos, cómo su padre crio a su familia en un pequeño pueblo minero. hasta que fue asesinado misteriosamente, y cómo su abuelo, con el pequeño Caco en brazos, tuvo que llevarse el cuerpo de su propio hijo a su propia tribu. Hutch y Cat luego ayudan a Cacopoulos a escapar, pero él les dispara y cita a su abuelo que un socio es demasiado pequeño y dos son demasiados. Emboscan a los dos últimos hombres del grupo perseguidor de Canganceiro y toman sus caballos.
Ahora siguen a Cacopoulos en la dirección opuesta y se encuentran con hombres Canganceiro muertos en el camino, los últimos con su líder en las afueras de Memphis. En Memphis, encuentran a Caco lavando platos en un salón, junto con el acróbata y el asistente, porque en este pueblo la gente solo está interesada en los juegos de azar, lo que se corrobora con el hecho de que Cacopoulos perdió todo su dinero mientras buscaba a Drake, la tercera "pareja".
Cat y Hutch visitan el casino de Drake. Hutch pierde todo su dinero, mientras que Cat ve al croupier mirando un agujero en el techo. Pusieron a Hutch para ganar dinero en una pelea de premios, comprar armas y darle el resto a Cacopoulos con instrucciones para que se presente con ellos en el casino mañana.
Esa noche, con cierta destreza acrobática, Thomas y Cat logran entrar a una habitación en el ático del casino donde hay una mirilla que baja a la mesa de la ruleta y un tubo de voz que baja a una habitación del sótano donde un imán puede guiar la ruleta. pelota. Cat, Thomas y Hutch toman posiciones en las dos habitaciones. Cacopoulos, sin embargo, busca la compañía de una chica de salón y se despierta por la mañana sin su dinero. Lo repone apresuradamente invitando a la fuerza a un cobrador a un juego de cartas que "gana" Cacopoulos. Finalmente ingresa al casino, donde repetidamente pone el dinero en 13 hasta que rompe el banco con una ganancia de $ 360,000. Drake y sus hombres llegan y se enfrentan a Cacopoulos, lo que lleva a un enfrentamiento. Las partes enfrentadas esperan a que se detenga la bola de la ruleta, mientras los clientes se acuestan en el suelo y se toca un vals vienés (sugerido por Cacopoulos). Los hombres de Drake reciben un disparo y él es herido y capturado por los clientes vengativos, quienes se dan cuenta de que han sido estafados. Cacopoulos se desmaya por el tiroteo, pero solo su brazo resultó herido y se va junto con Cat y Hutch.

## Reparto
- Eli Wallach as Cacopoulos
- Terence Hill as Cat Stevens
- Brock Peters as Thomas
- Kevin McCarthy as Drake
- Bud Spencer as Hutch Bessy
- Steffen Zacharias as Mr. Harold
- Livio Lorenzon as Paco Rosa
- Tiffany Hoyveld as Thomas' wife
- Remo Capitani as Cangaceiro
- Armando Bandini as bank cashier
- Rick Boyd as Foster
- Bruno Corazzari as Deuty Charlie
- Franco Gula as Al
- Enzo Santaniello as Irish farm boy
- Simonetta Santaniello as Irish farm girl
- Frank Braña as Harold henchman
- Antonio Molino Rojo as Harold henchman
- Gildo Di Marco as Harold henchman
- Riccardo Pizzuti as Harold henchman
- Dante Cleri as banker
- Aldo Sala as casino employee
- Luciano Telli as casino cashier
- Giuseppe Terranova as casino cashier
- Giancarlo Badessi as boxing promoter
- Roger Beaumont as croupier
- Edoardo Torricella as roulette player
- Vicente Roca as Don Pedro Ramirez
- Leroy Haynes as boxer
- Isa Foster
- Antoinetta Fiorito
- Corrado Olmi
- Paolo Magalotti
- Elio Angelucci

## Recepción
En su investigación de las estructuras narrativas en las películas Spaghetti Western, Fridlund escribe que todos los westerns de Colizzi presentan variaciones inteligentes en varios tipos diferentes de asociaciones que se encuentran en otras películas inspiradas en La muerte tenía un precio. Además, los omnipresentes protagonistas Cat y Hutch se diferencian por un conjunto de características físicas y personales que reaparecen en Le llamaban Trinidad y Le seguían llamando Trinidad, aún más exitosas comercialmente.